# 東菲士蘭伯國
東菲士蘭伯國（德語：Grafschaft Ostfriesland）是東菲士蘭歷史上的一個伯國，存在於十五世紀至十八世紀，由西克瑟纳家族統治。

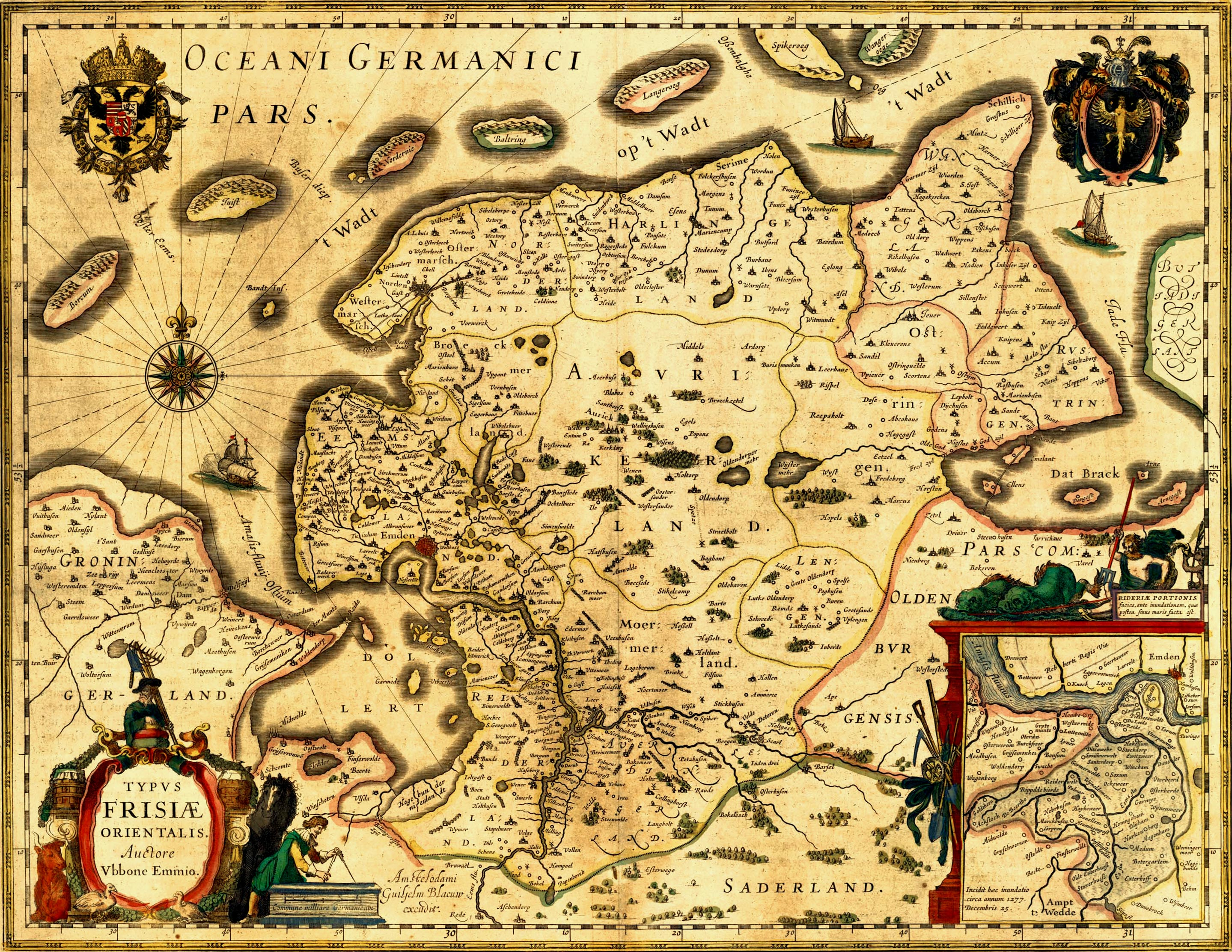

## 君主

### 伯爵
1. 烏爾里希一世，1464—1466
2. 埃諾一世，1466—1491
3. 埃德查一世，1491—1528
4. 埃諾二世，1528—1540
5. 埃德查二世，1540—1599
6. 埃諾三世，1599—1625
7. 魯道夫·克里斯蒂安，1625—1628
8. 烏爾里希二世，1628—1648

### 親王
1. 埃諾·路德維希，1654—1660
2. 格奧爾格·克里斯蒂安，1660—1665
3. 克里斯蒂安·埃伯哈德，1665—1708
4. 格奧爾格·阿爾布雷希特，1708—1734
5. 卡爾·埃德查，1734—1744